# Edward Maunder
Edward Walter Maunder  (Londres, 12 de abril de 1851-21 de marzo de 1928) fue un astrónomo inglés que estudió las manchas solares y el ciclo magnético solar que le llevaron a identificar un período sin manchas entre 1645 a 1715 conocido ahora como el Mínimo de Maunder. Su esposa, Annie Maunder (1867-1948), también fue una conocida astrónoma.

## Semblanza
Después de trabajar en el Real Observatorio de Greenwich se graduó  en el King's College de Londres antes de emplearse en un banco de Londres. En 1873 volvió al Observatorio Real, como ayudante de espectroscopista. Su trabajo le involucró en fotografiar y medir las manchas solares y observó que las latitudes a que las manchas solares ocurren varían de una manera regular en el transcurso del ciclo de 11 años. Después de 1891, le ayudó en su trabajo su segunda esposa, Annie Scott Dill Maunder (nacida Russell), una matemática educada en la Universidad de Cambridge. 
Después de estudiar el trabajo de Gustav Spörer, quien había identificado un período de 1400 a 1510 cuando las manchas solares habían sido escasas ("Mínimo de Spörer"), examinó los viejos archivos del observatorio para determinar si había otros de tales períodos. Estos estudios lo llevaron en 1893 a anunciar el periodo que ahora llamamos Mínimo de Maunder.
Observó Marte y era un escéptico de los canales marcianos. Dirigió experimentos visuales que lo llevaron a concluir, correctamente, que los canales eran una ilusión óptica.

## Observaciones solares

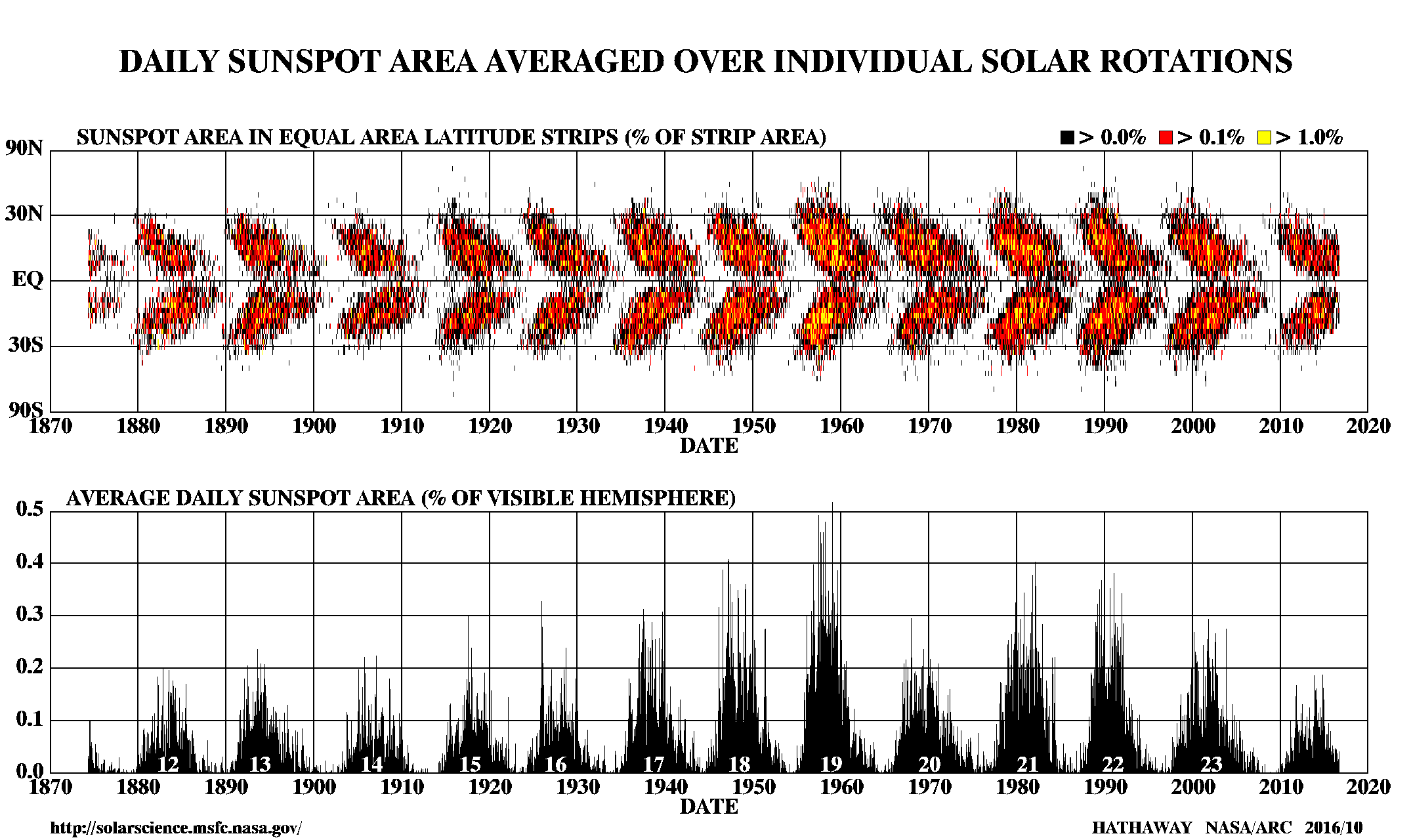
Una versión moderna de los diagramas en ala de mariposa ideados por Mauder para registrar manchas solares (NASA Marshall Space Flight Center)

Parte del trabajo de Maunder en Real Observatorio de Greenwich involucró fotografiar y medir manchas solares. Durante esta labor, observó que las latitudes del sol en las que aparecen las manchas solares varían de forma regular en un ciclo anual de 11 años. Después de 1891, fue ayudado en su trabajo por su esposa Annie Maunder. En 1904 publicó sus resultados, con la forma peculiar forma del diagrama en forma de "alas de mariposa".
Después de estudiar el trabajo de Gustav Spörer, que había examinado documentos antiguos de los archivos de diversos observatorios buscando cambios de la latitud heliográfica de las manchas solares, Maunder presentó un artículo sobre las conclusiones de Spörer ante la Real Ssociedad Astronómica en 1890 y analizó los resultados para demostrar la presencia de un prolongado mínimo de manchas solares en los siglos XVII y XVIII en un documento publicado en 1894. El período, reconocido inicialmente por Spörer, ahora lleva el nombre mínimo de Maunder.
Para realizar observaciones astronómicas viajó extensamente a lugares como las Antillas, Laponia, la India, Argel o Mauricio. Su última expedición para presenciar un eclipse fue a la península del Labrador, durante el eclipse solar del 30 de agosto de 1905 por invitación del gobierno canadiense.

## Otras observaciones astronómicas

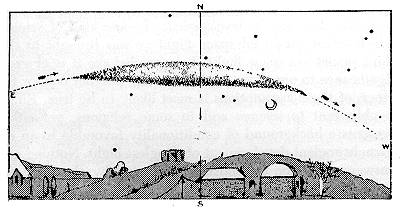
Extraño fenómeno del 17 de noviembre de 1882, observado y descrito por Maunder en la revista "The Observatory" de junio de 1883 (páginas 192-193) y de abril de 1916 (páginas 213-215), que denominó un "haz auroral" y "un extraño visitante celestial". Dibujado por el astrónomo y experto en auroras John Rand Capron (Observatorio de Guildown, Surrey, Reino Unido), que también lo observó. De la Revista Filosófica, mayo de 1883.

En 1882, Maunder (y algunos otros astrónomos europeos) observaron lo que él llamó un "haz auroral". Sin embargo, Maunder escribió que el fenómeno se movía rápidamente de horizonte a horizonte, lo que descartaría una nube mesosférica polar o un arco de halo tangente. Además, el arco tangente superior no puede ocurrir durante la noche, cuando se realizó la observación. Puesto que hizo su observación durante un período de actividad auroral muy intensa, asumió que era un fenómeno auroral extraordinario, aunque nunca lo había observado antes ni lo observaría después.
Observó el planeta Marte y era un escéptico de la noción de los canales marcianos. Realizó experimentos visuales utilizando discos circulares marcados que le llevaron a concluir, correctamente, que la visualización de los canales surgió como una ilusión óptica. También estaba convencido de que no puede haber vida "como en nuestro mundo" en Marte, ya que no hay vientos para igualar las temperaturas, y las temperaturas medias son demasiado bajas.

## Fundación de la Asociación Astronómica Británica
Maunder fue en 1890 uno de los impulsores de la fundación de la British Astronomical Association. A pesar de haber sido miembro de la Real Sociedad Astronómica desde 1875, su idea era poder disponer de una asociación de astrónomos abierta a todas las personas interesadas en la astronomía, de todas las clases de la sociedad, y especialmente abierta para las mujeres.
Maunder fue el primer editor del Diario de la BAA, un cometido posteriormente asumido por su esposa Annie Maunder. También fue director de la Sección de Marte (1892-1893); de la Sección del Color Estelar (1900-1901); presidente (1894-1896); y finalmente director de la Sección Solar (1910-1925). Su hermano mayor, Thomas Frid Maunder (1841-1935), fue cofundador y secretario de la Asociación durante 38 años.

## Eponimia
- El cráter lunar Maunder lleva este nombre en su memoria,.[6]
- El cráter marciano Maunder también conmemora su nombre.[7]
- El asteroide (100940) Maunder así mismo lleva este nombre en su honor.[8]

## Lecturas relacionadas
- Hector Macpherson (1905). Astronomers of To-day and Their Work. Gall & Inglis. by Hector Macpherson, London: Gall & Inglis, 1905

- A. J. Kinder "Edward Walter Maunder: His Life and Times" Journal of the British Astronomical Association Vol. 118 (1) 21–42 (2008).